# Evangelische Kirche (Mikołajki)
Die Evangelisch-Augsburgische Kirche in Mikołajki ist ein Bauwerk aus der Mitte des 19. Jahrhunderts. Das Gotteshaus war bis 1945 Pfarrkirche für das evangelische Kirchspiel im ostpreußischen Nikolaiken. Heute ist es gottesdienstliches Zentrum der Gemeinde Mikołajki in der polnischen evangelisch-augsburgischen Diözese Masuren.

## Geographische Lage
Mikołajki liegt inmitten der polnischen Woiwodschaft Ermland-Masuren, etwa 20 Kilometer südöstlich der Kreisstadt Mrągowo (deutsch Sensburg) in der Masurischen Seenplatte. Durch die Stadt verläuft die polnische Landesstraße 16 (einstige deutsche Reichsstraße 127), an deren Nordseite sich im Zentrum die Kirche befindet.

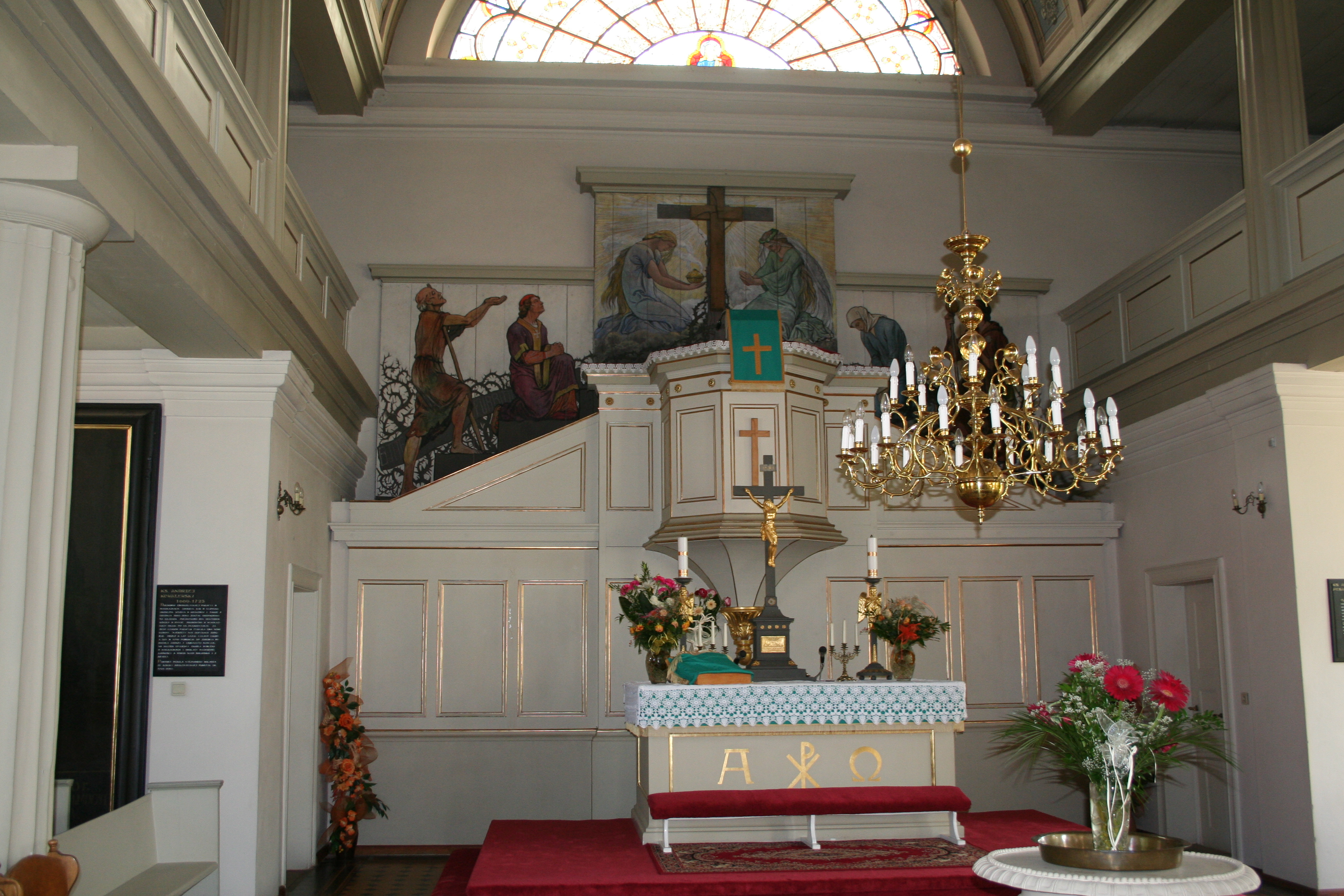
Blick in den Altarraum der Kirche

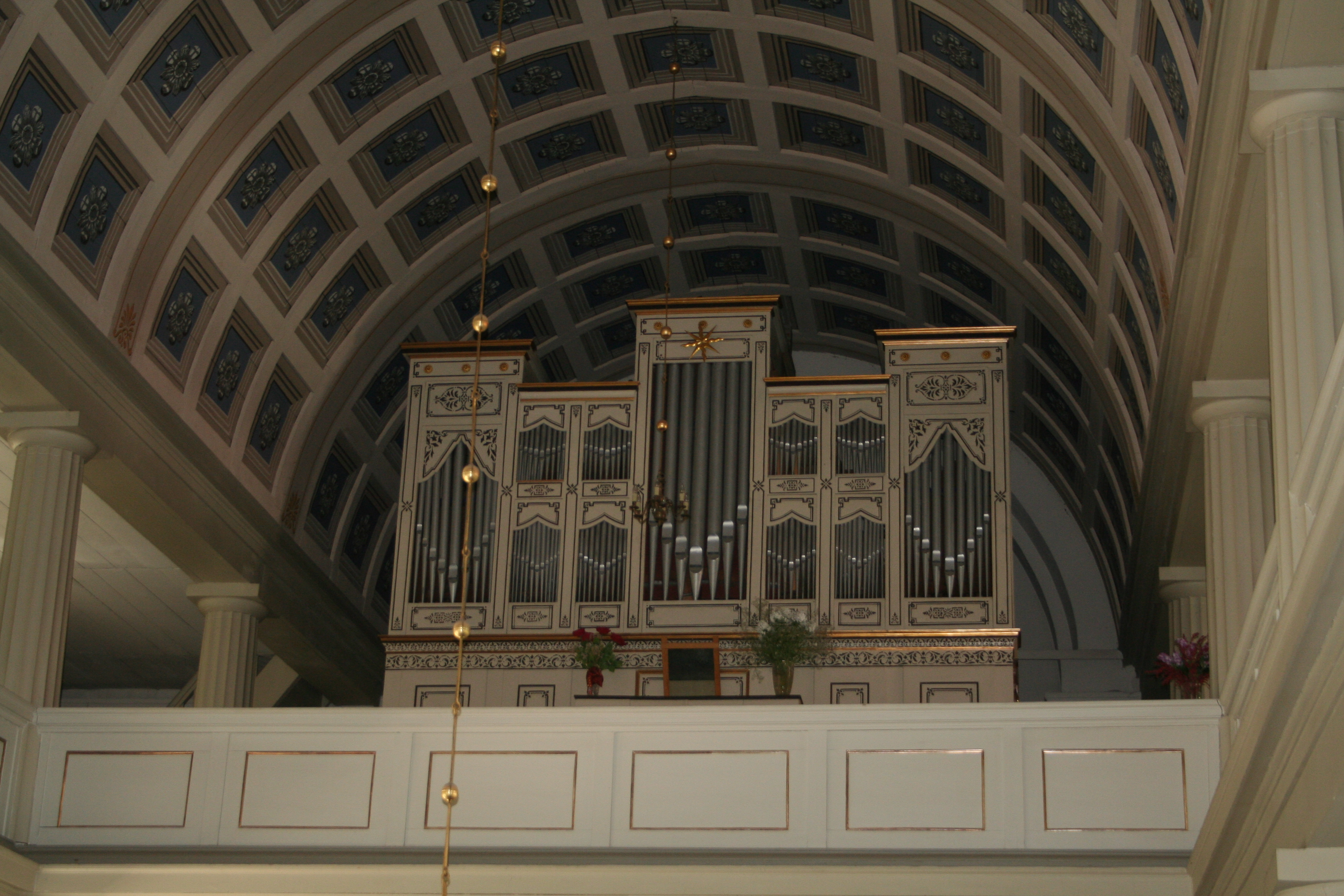
Blick zur Orgelempore

## Kirchengebäude
Bereits 1522 war eine Kirche (wohl der Heiligen Dreifaltigkeit gewidmet) in Nikolaiken, um 1535 wurde sie erwähnt. Sie brannte beim Tatareneinfall 1656 nieder. Der Nachfolgebau war eine Fachwerkkirche. Im Jahr 1768 fertigte der Orgelbaumeister Johann Christoph Ungefug aus dem ostpreußischen Lyck (polnisch Ełk) die Orgel auf der Westempore.
Im Jahr 1839 war die Kirche so baufällig geworden, dass sie abgerissen werden musste. 1840 wurde bereits der Grundstein zu einer neuen Kirche gelegt, und in den Jahren bis 1842 entstand ein neoromanischer Saalbau im Rundbogenstil. Es handelte sich dabei um einen dreischiffigen massiven Bau nach einem Entwurf der Schinkel-Schule. Im November 1842 fand die Einweihung statt. Der Turm wurde erst 1880 errichtet.
Das Innere der Kirche hat in seinem Mittelschiff ein kassettiertes Tonnengewölbe. Die Seiten über den Emporen sind flach, sie weisen klassizistische Stilmerkmale auf. Altar und Kanzel sind als Kanzelwand übereinander angeordnet. Über der Kanzelwand befindet sich ein Gemälde von Pfeiffer aus Königsberg (Preußen) mit symbolischen Darstellungen von Gebeten unter dem Kreuz von 1934. Das Geläut der Kirche bestand ursprünglich aus zwei Glocken.
An der Ostwand der Kirche sind Porträts der Pfarrer Albert Pomian Pesarovius († 1696) und Andreas Kowalewski († 1725) zu sehen.

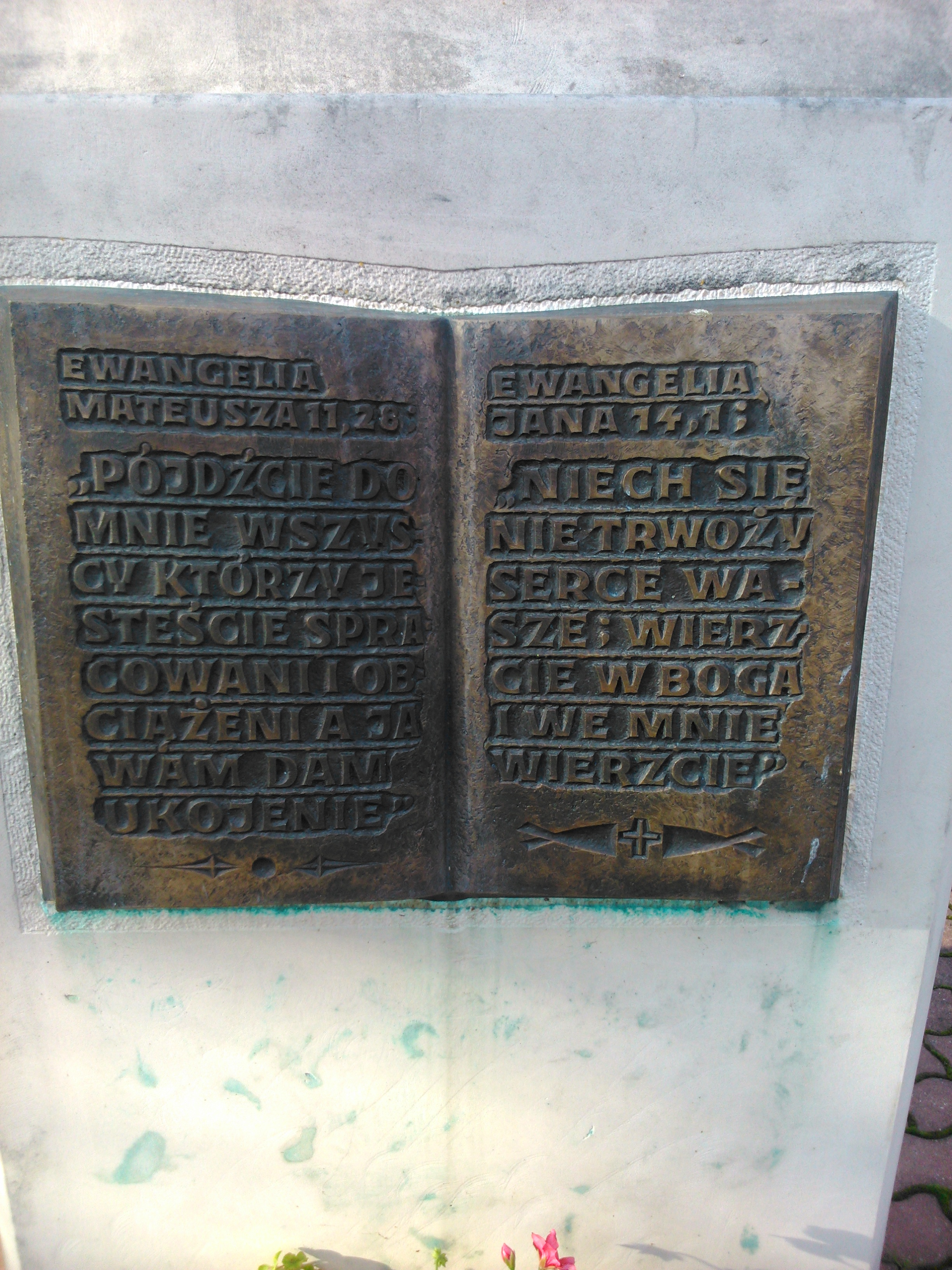
Bronzetafel am Sockel der Christus-Statue

Aus jüngster Zeit stammt die Christus-Statue vor der Kirche. Es handelt sich um eine Stiftung des Franciszek Czudek, der von 1995 bis 2007 Pfarrer an der Kirche war. Am unteren Sockel sind wie auf zwei Seiten eines Buches biblische Jesusworte in eine Bronzetafel eingeschrieben:
1. „Kommt her zu mir, alle, die ihr mühselig und beladen seid; ich will euch erquicken“.(Matthäus 11,28 EU)
2. „Euer Herz erschrecke nicht! Glaubt an Gott und glaubt an mich“.(Johannes 14,1 EU)

Die heutige Orgel stammt aus dem Jahr 1868, erbaut von Johann Rohn oder von Orgelbauer Ferdinand Scherweit. 1945 wurde sie von einem unbekannten Orgelbauer umgebaut, in den 1990er Jahren wurde das Werk überholt. Auf zwei Manualen und Pedal sind 18 Register anspielbar.

## Kirchengemeinde

### Kirchengeschichte
Eine Kirche bestand in Nikolaiken bereits in vorreformatorischer Zeit. Die Reformation fasste hier relativ früh Fuß. Ab beginnendem 17. Jahrhundert taten hier sogar zwei evangelische Pfarrer gleichzeitig Dienst. Die Kirchengemeinde Nikolaiken gehörte bis 1945 zum Kirchenkreis Sensburg in der Kirchenprovinz Ostpreußen der Evangelischen Kirche der Altpreußischen Union. 1925 zählte sie 5021 Gemeindeglieder, die in einem weitflächigen Kirchspiel wohnten. Das Patronat war früher königlich, zuletzt oblag es den staatlichen Behörden.
Heute ist die Pfarrei (polnisch Parafia) Mikołajki in die Diözese Masuren der Evangelisch-Augsburgischen Kirche in Polen eingegliedert. Ihr zugeordnet ist die Filialkirche in Ukta (Alt Ukta).
Im Pfarrhaus in Nikolaiken fanden die Gespräche statt, die zur Gründung der Bekennenden Kirche in Ostpreußen führten. Pfarrer war seinerzeit Paul Czekay.
Am 25. November 2017 wählte die in Mikołajki tagende Diözesansynode Pfarrer Paweł Hause aus Kętrzyn (Rastenburg) zum Bischof der Diözese Masuren. In der Kirche zu Mikołajki wurde er am 17. Februar 2018 vom leitenden Bischof der Evangelisch-Augsburgischen Kirche in Polen, Jerzy Samiec, in sein Amt eingeführt.

### Kirchspielorte
In das Kirchspiel Nikolaiken waren bis 1945 mehr als zwanzig Dörfer, Ortschaften bzw. Wohnplätze eingepfarrt:
| Name       | Geänderter Name 1938 bis 1945 | Polnischer Name |                 | Name                 | Geänderter Name 1938 bis 1945 | Polnischer Name |
| ---------- | ----------------------------- | --------------- | --------------- | -------------------- | ----------------------------- | --------------- |
| Bartlowo   | Barteln                       | Barlewo         | Lucknainen      |                      | Łuknajno                      |                 |
| Diebowen   | Dommelhof                     | Dybowo          | Nachtigallshöhe |                      |                               |                 |
| Doschen    |                               | Dosie           |                 | Neu Schaden          | Nowe Sady                     |                 |
| Heydebruch |                               | Bagienko        |                 | Neuwalde             | Wioska                        |                 |
| *Isnothen  |                               | Iznota          | *Prawdowen      | Wahrendorf (ab 1929) | Prawdowo                      |                 |
| Julienthal | Lelek                         |                 | *Schaden        |                      | Stare Sady                    |                 |
| Karlshorst | Pszczółki                     |                 | Schöneberg      |                      | Stawek                        |                 |
| Klonn      | Zwerghöfen                    | Klon            | *Selbongen      |                      | Zełwągi                       |                 |
| Kulinowen  | Waldesruh                     | Kulinowo        | *Talten         |                      | Tałty                         |                 |
| Lissuhnen  |                               | Lisunie         | *Wosnitzen      | Julienhöfen          | Woźnice                       |                 |
| *Lubjewen  | Grünbruch                     | Lubiewo         | Zymowo          | Winterau (ab 1929)   | Cimowo                        |                 |

### Pfarrer
An der evangelischen Pfarrkirche in Nikolaiken bzw. Mikołajki amtierten – zeitweise gemeinsam – als Geistliche:
- Jacob Willamowius, ab 1572
- Jacob Mieskowski, bis 1625
- Nicolaus Cichowius, bis 1625
- Albert Pomian Pesavorius, 1625–1696
- Gregor Grigowius, bis 1657
- Christian Grogowius, 1657–1667
- Johannes C. Podbiercki, 1660–1669
- Johannes Carolus, 1668
- Johann Pomian Pesavorius, 1669–1685
- Jacob Moncowius, 1685–1690
- Christian Alexius, 1690–1710
- Andreas Kowalewski, 1693–1725
- Georg Christoph Madeicka, 1710–1728
- Jacob Nicolowius, 1726–1728
- Carl Friedrich Freymann, 1728–1749
- Martin Ambrosius, 1728–1757
- Gottfried Richter, 1749–1757
- Georg Wilhelm Jerzembski, 1755–1807
- Johann Friedrich Fleischer, 1757–1783
- Johann Theodor Stern, 1776–1782
- Johann Friedrich Gizycki, 1783–1809
- Johann Rutkowski, 1805–1817
- Heinrich Gotthard Raabe, 1810–1829
- Michael Spekovius, 1817–1824
- Carl August Maletius, 1824–1832
- Gottlieb Skupch, 1829–1835
- Heinrich Ludwig Taurek, 1832–1844[12]
- Johann Carl Brzoska, 1835–1861
- Julius Carl H. Stechern, 1845–1859[12]
- Otto Czygan, 1859–1888[12]
- Johann Zbrzesny, 1861–1888
- Karl Georg F.B. Rothe, 1888–1889
- Ernst Otto Robert Trinker, 1889–1898
- Gustav Eberhardt, 1890–1895
- Karl Alwin E. Grundies, 1895–1910
- Karl Traugott Remus, 1898–1899
- Robert Karl J. Radtcke, ab 1899
- Max Zacharias Ebel, 1900
- Hermann Carl Otto Baatz, 1901–1926
- Heinrich J.F. Schibalski, 1903–1904
- Paul Otto Adolf Erwin, 1910–1913
- Gerhard Woytewitz, 1924–1928
- Otto Kowalzick, 1927–1933
- Hans Jacobsen, 1929–1933
- Paul Czekay, 1933–1945
- Gerhard Modersitzki, ab 1939
- Heinz Bachler, 1943–1945
- Władysław Pilch-Pilchowski, 1946–1985
- Franciszek Czudek, 1995–2007
- Bogusław Juroszek, seit 2008

### Kirchenbücher
Von den Kirchenbuchunterlagen Nikolaikens aus der Zeit vor 1945 sind erhalten und werden im Evangelischen Zentralarchiv in Berlin-Kreuzberg aufbewahrt:
- Taufen: 1693 bis 1722, 1727 bis 1944
- Trauungen: 1757 bis 1784, 1789 bis 1816, 1828 bis 1944
- Begräbnisse: 1765 bis 1944.

Außerdem liegen zahlreiche Namensverzeichnisse zu den Amtshandlungen vor.
Für die Zeit nach 1945 werden die Kirchenbücher im Pfarramt in Mikołajki geführt und aufbewahrt.